# Три дні в Москві
«Три дні в Москві» (рос. «Три дня в Москве») — радянський двосерійний комедійний художній фільм, знятий в 1974 році режисером Олексієм Корєнєвим за сценарієм Альберта Іванова на кіностудії «Мосфільм».

## Сюжет
Сибиряку Івану Федотову пощастило. Старший лейтенант Степанов поступився молоденькому сержанту нагородною путівкою до Москви. В останній момент наставник не наважився залишити без нагляду ввірену дільницю, і з його валізою молодший за званням відправляється в путь. Іван щасливий: цілих три дні в місті мрії. Ледь ступивши на перон, молодий сержант стає учасником забавних подій. Його забирають в міліцію, він закохується в колегу, займається вихованням сусіда по готельному номеру. Іван навіть знаходить бабусю, яка доставляє йому чимало клопоту.

## У ролях
- Семен Морозов —  Іван Тимофійович Федотов, міліціонер
- Станіслав Садальський —  Герман Миколайович Коробков
- Наталія Варлей —  Оля Потапова, молодший лейтенант міліції
- Марія Корєнєва —  Олена, одна з наречених Коробкова
- Світлана Крючкова —  Віра, ще одна наречена Коробкова
- Євген Весник —  Андрій Петрович Потапов, батько Олі
- Валентина Сперантова —  бабуся
- Юрій Кузьменков —  Юрій Іволгін, льотчик-космонавт
- Іван Рижов —  Петро Семенович Степанов, старший лейтенант міліції
- Ірина Мурзаєва —  Мотря, сусідка бабусі
- Олександр Фатюшин —  відряджений в готелі
- Ілля Баскін —  перехожий

## Знімальна група
- Автор сценарію:  Альберт Іванов
- Режисер:  Олексій Корєнєв
- Автор текстів пісень:  Леонід Дербеньов
- Композитор:  Едуард Колмановський
- Оператор:  Юрій Сокол
- Художники: Тамара Антонова, Валентин Вирвич
- Директор картини:  Микола Гаро